# Turówka (roślina)
Turówka (Hierochloë) – rodzaj roślin należący do rodziny wiechlinowatych. Takson odróżniany jest od rodzaju tomka (Anthoxanthum) na podstawie różnic w budowie morfologicznej kwiatostanu. Ze względu na ścisłe pokrewieństwo i istnienie gatunków o pośredniej budowie kwiatostanu – w niektórych nowszych ujęciach systematycznych kwestionowane jest rozdzielanie tych rodzajów i wszystkie te rośliny włączane są do rodzaju Anthoxanthum. Wszystkie gatunki rodzaju cechują się zawartością i zapachem kumaryny. Gatunkiem typowym rodzaju w wąskim ujęciu jest Hierochloë odorata. 

## Systematyka
Synonimy taksonomiczne
Dimesia Rafinesque
Pozycja systematyczna według APweb (aktualizowany system APG IV z 2016)
Rodzaj należący do rodziny wiechlinowatych (Poaceae), rzędu wiechlinowców (Poales). W obrębie rodziny należy do podrodziny wiechlinowych (Pooideae), plemienia Poeae, podplemienia Phalaridinae.
Pozycja rodzaju w systemie Reveala (1994–1999)
Gromada okrytonasienne (Magnoliophyta Cronquist), podgromada Magnoliophytina Frohne & U. Jensen ex Reveal, klasa jednoliścienne (Liliopsida Brongn.), podklasa komelinowe (Commelinidae Takht.), nadrząd Juncanae Takht., rząd wiechlinowce (Poales Small), rodzina wiechlinowate (Poaceae (R. Br.) Barnh.), rodzaj turówka (Hierochloe R.Br.).
Gatunki flory Polski
Pierwsza nazwa naukowa według listy krajowej, druga – obowiązująca według bazy taksonomicznej Plants of the World online
- turówka leśna Hierochloë australis (Schrad.) Roem. & Schult. ≡ Anthoxanthum australe (Schrad.) Veldkamp
- turówka rozłogowa Hierochloë repens (Host) P. Beauv. ≡ Anthoxanthum repens (Host) Veldkamp
- turówka wonna Hierochloë odorata (L.) P. Beauv. ≡ Anthoxanthum nitens (Weber) Y.Schouten & Veldkamp

Krajowa lista gatunków wymienia także turówkę szorstką Hierochloë hirta (Schrank) Borbás, która według Plants of the World online stanowi synonim Anthoxanthum nitens (Weber) Y.Schouten & Veldkamp.